# Língua lampung
Lampung é a lingua da província de Lampung, Indonésia, no extremo sul de Sumatra. É um grupo de dialetos, talvez até línguas distintas por serem bem diferentes Abung / Pepadun (Lampung Nyo) e Pesisir / Say Batin (Lampung Ap). Um terceiro, Komering, às vezes é considerado parte de Lampung Api, por outros uma língua distinta. Lampung Api é a variedade mais prestigiada.
Antes da introdução do alfabeto latino, a língua usava a escrita chamada "Aksara Lampung" ou também "Had Lampung", variante da escrita Ulu muito usada no sul e centro de Sumatra. Essas duas escritas quase não são mais usadas, mas por vezes ensinadas em escolas. 

## Fonologia
|            | Labial   | Alveolar/Apical | Palatal  | Velar   | Glotal |
| ---------- | -------- | --------------- | -------- | ------- | ------ |
| Oclusivas  | /p/, /b/ | /t/,/d/         |          | /k/,/g/ | /ʔ/    |
| Fricativas |          | /s/, (/z/)      |          | /r/     | /h/    |
| Africadas  |          |                 | /c/, /j/ |         |        |
| Nasais     | /m/      | /n/             | /ɲ/      | /ŋ/     |        |
| Líquidas   |          | l               |          |         |        |
| Semivogais | /w/      |                 | /y/      |         |        |

Oclusivas surdas ocorrem na posições inicial, média, final, havendo poucas nessa última condição. Oclusivas sonoras geralmente não ocorrem final da palavra.
Há pouca evidência de oclusivas glotais fonêmicas..
/r/ tem uma gama de percepções fonéticas mas é mais freqüentemente um velar fricativa uvular ou  [x],[ɣ], [χ],[ʁ]. Há pequena divergência entre os dois fonologias antigas do /r/, descritas com o vibrantes apicais por Abdurrahman, mas uma fricativa velar surda Walker, o qual diz que o fonema (escrita como /x/  em  1976, mas como /r/  em  1975. Assim ocorre em todos principais ambiente fonéticos, sendo por vezes sonora entre vogais. Walker (1976:3) observou que [r]  (apical vibrante)  ‘ocorre em palavras estrangeiras não assimilidas e alternadas com [x] em muitos casos.
As nasais ocorrem em quaisquer posições das palavras, com exceção de  /ɲ/ que não ocorre no final de palavras, enquanto que /l/ ocorre em qualquer posição. /w/ e /y/ ocorrem no início e no meio de palavras e, depende da avaliação, na posição final como parte de ditongos. Ambos fonemas ocorrem nas posições inicial e média, onde não são considerados como transições de  [u] e [i] respectivamente.

### Vogais
|          | Anterior arredondada | Central não arredondada | Posterior arredondada |
| -------- | -------------------- | ----------------------- | --------------------- |
| Fechada  | /i/                  |                         | /u/                   |
| Média    | (/e/)                | /ə/                     | (/o/)                 |
| Aberta   |                      | /a/                     |                       |
| Ditongos |                      | /ay/ /aw/ /uy/          |                       |

## Escritas
Lampung usa duas escritas:
- o alfabeto latino com as letras Ng, Ny e as demais letras simples, exceto F, V, Z;
- sua escrita própria, um abugida com 20 consoantes, 12 diacríticos para vogais e sinais para algarismos de 0 a 9.

## Amostra de textos
Declaração Universal dos Direitos Humanos (Pernyataan seduniya tentang Hak Dasar Jelema)
| “ | Unyin Jelema dilaheʁko merdeka jama wat pi'il ʁik hak sai gokgoh. Tiyan dikaruniako akal jama hati nurani maʁai unggal tiyan dapok nengah nyampoʁ dilom semangat muaʁiyan. | ” |

Português
| “ | Todos os seres humanos nascem livres e iguais em dignidade e em direitos são dotados de razão e consciência e devem agir em relação uns aos outros com espírito de fraternidade . | ” |

Outro texto:
Tandani ulun Lampung, wat piil-pusanggiri, Mulia hina sehitung, wat liyom ghega dighi, Juluk-adok gham pegung, nemui-nyimah muaghi, Nengah-nyampugh mak ngungkung, sakai-Sambaian gawi.
Português
Pessoas Lampung pode ser facilmente indicada , porque eles têm  piil pesenggiri Prestigio é importante, com timidez (para fazer coisas ruins) e auto- esteem Keep holding on Juluk adok, by nemui nyimah (boa relação), podemos manter a nossa fraternidade Nengah nyampur (associate) e não individualista, e cooperar no trabalho em equipe.